# Villaseco del Pan
Villaseco del Pan ist ein nordwestspanischer Ort und eine Gemeinde (municipio) mit 207 Einwohnern (Stand: 2024) im Osten der Provinz Zamora der Autonomen Gemeinschaft Kastilien-León. 

## Lage
Villaseco del Pan liegt in der kastilischen Hochebene in einer Höhe von etwa 755 m. Der Río Duero begrenzt die Gemeinde im Süden, in den der Esla, der die nordwestliche Gemeindegrenze bildet, mündet. Das Stadtzentrum der Provinzhauptstadt Zamora ist nur etwa 19 Kilometer (Fahrtstrecke) in ostnordöstlicher Richtung entfernt. Das Klima im Winter ist durchaus kalt, im Sommer dagegen warm bis heiß; die eher spärlichen Regenfälle (535 mm/Jahr) fallen verteilt übers ganze Jahr.

## Bevölkerungsentwicklung
| Jahr      | 1970 | 1981 | 1991 | 2001 | 2011 | 2021 |
| Einwohner | 681  | 479  | 390  | 316  | 258  | 222  |

## Sehenswürdigkeiten
- Euphemienkirche (Iglesia de Santa Eufemia)

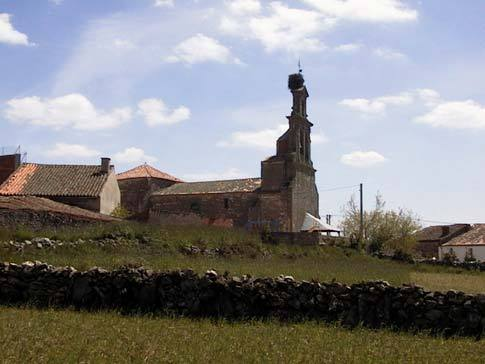
Euphemienkirche